# Kreis Sátoraljaújhely
Der Kreis Sátoraljaújhely (ungarisch Sátoraljaújhelyi járás) ist ein Kreis im Nordosten des Komitats Borsod-Abaúj-Zemplén in Nordungarn. Er grenzt im Norden mit 9 Gemeinden an die Slowakei. Er entstand 2013 im Zuge der ungarischen Verwaltungsreform aus 19 Gemeinden des gleichnamigen Kleingebiets (ungarisch Sátoraljaújhelyi kistérség) und  wurde noch durch 2 Gemeinden aus dem aufgelösten Kleingebiet Bodrogköz (ungarisch Bodrogközi kistérség) verstärkt.

Der Kreis hat eine durchschnittliche Gemeindegröße von 1.033 Einwohnern auf einer Fläche von 15,30 Quadratkilometern. Die Bevölkerungsdichte liegt unter der des Komitats. Verwaltungssitz ist die größte Stadt Sátoraljaújhely, im Südosten des Kreises gelegen.

## Gemeindeübersicht
| Gemeinde              | Status   | Herkunft Kleingebiet | Einwohnerzahl | Einwohnerzahl | Einwohnerzahl | Fläche     | Bevölkerungs- dichte (Ew./km²) |
| Gemeinde              | Status   | Herkunft Kleingebiet | 01.10.2011    | 01.01.2013    | 01.01.2016    | 01.01.2016 | Bevölkerungs- dichte (Ew./km²) |
| --------------------- | -------- | -------------------- | ------------- | ------------- | ------------- | ---------- | ------------------------------ |
| Alsóberecki           | Gemeinde | Bodrogköz            | 729           | 726           | 698           | 6,86       | 101,7                          |
| Alsóregmec *          | Gemeinde | Sátoraljaújhely      | 183           | 199           | 166           | 15,40      | 10,8                           |
| Bózsva                | Gemeinde | Sátoraljaújhely      | 173           | 170           | 164           | 16,39      | 10,0                           |
| Felsőberecki *        | Gemeinde | Bodrogköz            | 264           | 282           | 254           | 3,53       | 72,0                           |
| Felsőregmec *         | Gemeinde | Sátoraljaújhely      | 324           | 332           | 322           | 10,75      | 30,0                           |
| Filkeháza             | Gemeinde | Sátoraljaújhely      | 110           | 108           | 103           | 4,41       | 23,4                           |
| Füzér *               | Gemeinde | Sátoraljaújhely      | 378           | 411           | 410           | 37,49      | 10,9                           |
| Füzérkajata *         | Gemeinde | Sátoraljaújhely      | 111           | 125           | 106           | 11,44      | 9,3                            |
| Füzérkomlós           | Gemeinde | Sátoraljaújhely      | 321           | 319           | 298           | 5,87       | 50,8                           |
| Füzérradvány          | Gemeinde | Sátoraljaújhely      | 328           | 304           | 293           | 9,81       | 29,9                           |
| Hollóháza *           | Gemeinde | Sátoraljaújhely      | 846           | 845           | 784           | 2,36       | 332,2                          |
| Kishuta               | Gemeinde | Sátoraljaújhely      | 273           | 293           | 286           | 5,18       | 55,2                           |
| Kovácsvágás           | Gemeinde | Sátoraljaújhely      | 657           | 679           | 663           | 21,08      | 31,5                           |
| Mikóháza              | Gemeinde | Sátoraljaújhely      | 552           | 541           | 519           | 16,91      | 30,7                           |
| Nagyhuta              | Gemeinde | Sátoraljaújhely      | 63            | 68            | 56            | 35,06      | 1,6                            |
| Nyíri                 | Gemeinde | Sátoraljaújhely      | 404           | 388           | 363           | 16,47      | 22,0                           |
| Pálháza               | Stadt    | Sátoraljaújhely      | 1.061         | 1.075         | 1.050         | 6,75       | 155,6                          |
| Pusztafalu *          | Gemeinde | Sátoraljaújhely      | 200           | 199           | 170           | 7,00       | 24,3                           |
| Sátoraljaújhely *     | Stadt    | Sátoraljaújhely      | 15.783        | 15.301        | 14.703        | 73,46      | 200,1                          |
| Vágáshuta             | Gemeinde | Sátoraljaújhely      | 71            | 79            | 73            | 2,05       | 35,6                           |
| Vilyvitány *          | Gemeinde | Sátoraljaújhely      | 227           | 229           | 218           | 13,12      | 16,6                           |
| Kreis Sátoraljaújhely |          |                      | 23.058        | 22.673        | 21.699        | 321,39     | 67,5                           |

* Grenzgemeinde zur Slowakei
Füzér ist die nördlichste Gemeinde Ungarns und somit auch die des Komitats Borsod-Abaúj-Zemplén.